# Peter Vermes
Peter Joseph Vermes vagy Vermes Péter (Willingboro, New Jersey, 1966. november 21. –) magyar származású amerikai labdarúgó, labdarúgóedző.
Játékosként több évig európai élvonalbeli csapatok játékosa volt, majd a Major League Soccer egyik kiemelkedő hátvédjévé vált olyan csapatokban mint a MetroStars, a Colorado Rapids vagy éppen a Kansas City Wizards.
Vermes az 1990-es évek amerikai labdarúgó-válogatottjának is meghatározó védőjévé vált, mellyel az 1988. évi nyári olimpiai játékokon, az 1990-es labdarúgó-világbajnokságon és az 1991-es CONCACAF-aranykupán is részt vett.

## Pályafutása

### Középiskola és főiskola
Középiskolásként delrani Delran Középiskola (Delran High School) csapatában focizott, ahol 1984-es érettségiéig 109 gólt szerzett. 1999-ben a The Star-Ledger New Jersey-i napilap a 80-as évek tíz legjobb középiskolai labdarúgója közé választotta.
Első főiskolai évében a marylandi Loyola Egyetem csapatában, a Loyola Greyhounds-ban játszott, majd egy évvel később, 1985 és 1987 között a Rutgers Egyetem Scarlet Knights nevű csapatának tagja lett. Itt 21 gólt és 10 gólpasszt szerzett az utolsó évadjában. Eredményessége csakhamar az egyetem népszerű játékosává és olimpiai válogatottá tette. Főiskolai évei alatt a Philadelphia United German-Hungarians-ban is focizott.

### Hivatásos karrier
A főiskola befejezése után Vermes európai csapatokban játszott. 1989-ben a Győri ETO FC-be, majd 1990-ben a holland bajnokságban szereplő FC Volendamhoz szerződött. 1991 májusában visszatért az Egyesült Államokba és három mérkőzés erejéig a Tampa Bay Rowdies játékosává vált. A három mérkőzés alatt egy gólt szerzett az MLS elődjének számító American Professional Soccer League-ban. Ezután a spanyol másodosztályú Figuerest erősítette 1991-től 1995-ig.
Más jeles amerikai labdarúgókhoz hasonlóan Vermes is visszatért az Egyesült Államokba, hogy csatlakozzon az újonnan megalakuló Major League Soccer-hez. 1995 januárjában aláírt az új ligába, melyben csak 1996-ban kezdődött meg a játék. Ezért az MLS kölcsönadta az USISL-ben (USL Másodosztály) szereplő New York Fevernek (későbbi nevén: New York Centaurs), melynek színeiben 25 mérkőzés alatt 16 gólt szerzett. 1996-ban a New York/New Jersey MetroStars (mai nevén: New York Red Bulls) a harmadik fordulóban 29.-ként draftolta. Kezdetben csatárként játszott, majd védőként alkalmazták. Bár az első bajnoki idényben csapatkapitány volt, és a legtöbb ideig volt a pályán, a MetroStars 1997. február 3-án mégis eladta a Colorado Rapidsnak cserébe Kerry Zavagnin-ért. Vermes három évig játszott a Rapidsnál, mielőtt eladták a Kansas City Wizardsnak.
Karrierje legjobb évét 2000-ben zárta, amikor is az MLS történetének legjobb hátvédjévé választották. Akkori csapata 16 győzelemmel, 7 vereséggel és 9 döntetlennel első helyen  fejezte be a bajnokság alapszakaszát. Az alapszakasz nyugati divíziójában 32 mérkőzésen csak 29 gólt kaptak, majd a rájátszásban is hasonlóan erős védelmükkel megnyerték az MLS Kupát. Vermest „Az év hátvédjének” választották (MLS Defender of the Year), míg csapattársát, Tony Meola kapust „Az év kapusa” (MLS Goalkeeper of the Year) és a „Legértékesebb játékos” (MLS MVP) címmel tüntették ki. Vermes még két évadot töltött a Wizardsnál, majd sérülései miatt 2002-ben bejelentette visszavonulását.

### Válogatott
Bár soha nem számított a válogatott sztárjának, Vermes hosszú ideig mégis fontos szereplője volt a nemzeti tizenegynek. Először 1988. május 14-én Kolumbia ellen hívták meg a válogatottba. Ezzel együtt 67-szer képviselte az Egyesült Államokat olyan jelentős tornákon mint a szöuli olimpia, az 1990-es labdarúgó-világbajnokság vagy az 1991-es CONCACAF-aranykupa. Az 1990-es világbajnokságon kis híján gólt lőtt Walter Zengának, aki csak nehezen hárított. Az 1994-es labdarúgó-világbajnokságon a bővített keret tagja volt, azonban nem jutott szerephez.
1988-ban „Az év amerikai labdarúgója” és „Az év amerikai olimpiai játékosa” címet is neki ítélték.
1989-ben 6 gólt szerzett a futsal-válogatottban, így rotterdami Futsal-világbajnokságon harmadik helyezést értek el. Futsalos karrierjét 11 válogatott mérkőzéssel és 7 góllal fejezte be.

## Góljai az amerikai válogatottban
| #        | Dátum                | Ellenfél                       | Eredmény | Kiírás                            | Esemény       |
| -------- | -------------------- | ------------------------------ | -------- | --------------------------------- | ------------- |
| 1.       | 1990. március 28.    | NDK                            | 2 – 3    | barátságos mérkőzés               | 40'           |
| 2.       | 1990. május 9.       | Lengyelország                  | 3 – 1    | barátságos mérkőzés               | 57(11-esből)' |
| 3.       | 1990. május 30.      | Liechtenstein                  | 4 – 1    | barátságos mérkőzés               | 10' 46'       |
| 4.       | 1990. szeptember 15. | Trinidad és Tobago             | 3 – 0    | barátságos mérkőzés               | 15'           |
| 5. és 6. | 1990. október 10.    | Lengyelország                  | 3 – 2    | barátságos mérkőzés               | 24' 43'       |
| ?        | 1990. október 17.    | Horvát All-Star válogatott     | 1 – 2    | nem-hivatalos barátságos mérkőzés | 80'           |
| ?        | 1991. április 5.     | Dél-koreai olimpiai válogatott | 1 – 2    | nem-hivatalos barátságos mérkőzés | Gól           |
| 7.       | 1991. május 5.       | Uruguay                        | 1 – 0    | barátságos mérkőzés               | 26'           |
| 8.       | 1991. július 3.      | Costa Rica                     | 3 – 2    | CONCACAF-aranykupa csoportkör     | 6'            |
| 9.       | 1991. július 5.      | Mexikó                         | 2 – 0    | CONCACAF-aranykupa elődöntő       | 64'           |
| 10.      | 1992. szeptember 3.  | Kanada                         | 2 – 0    | barátságos mérkőzés               | 60' 61'       |
| 11.      | 1993. április 17.    | Izland                         | 1 – 1    | barátságos mérkőzés               | 65' 90'       |

## Edzőség
2006. november 15-én kinevezték a Wizards technikai igazgatójává, majd 2009 augusztusától a csapat ideiglenes menedzserévé választották, miután elődjét Curt Onalfót menesztették. A csapat  5 győzelemmel, 6 vereséggel és 7 döntetlennel a keleti csoport hatodik helyén állt, és éppen egy 6-0-s vereséget szenvedett el az FC Dallastól. Vermes kinevezése után egy 3 győzelemből, 7 vereségből és 2 döntetlenből álló sorozat következett, így a Wizards 13. helyen fejezte be a 2009-es bajnokságot.
2009. november 9-én a Wizards bejelentette, hogy megválnak az ideiglenes jelzőtől, így Vermes a csapat vezetőedzője lett.
A Wizardsnál végzett munkája mellett a San Jose Earthquakes sajtósaként és az U20-as válogatott segédedzőjeként is dolgozott. Jelenleg az Overland Park-i Blue Valley Soccer Club technikai igazgatójaként is tevékenykedik.

## Családja
Apja, Vermes Mihály (angolul: Michael G. Vermes) (1933–2011) az 1950-es években a Honvédban futballozott, majd 1956-os forradalom után az Egyesült Államokba disszidált. Kezdetben szakmájában gépészként dolgozott, majd megalapította saját vállalkozását a Vermes Machine Co.-t. Az 1960-as években családjával a New Jersey-i Delranba költöztek, ahol nagy szerepe volt a labdarúgás népszerűsítésében. Később visszatért Budapestre, ahol haláláig élt.
Vermes feleségével, Susannel és gyermekeikkel, Nicole-lal és Kyle-lal Kansas Cityben él.

## Fordítás
- Ez a szócikk részben vagy egészben  a   Peter Vermes című angol Wikipédia-szócikk ezen változatának fordításán alapul.  Az eredeti cikk szerkesztőit annak laptörténete sorolja fel. Ez a jelzés csupán a megfogalmazás eredetét és a szerzői jogokat jelzi, nem szolgál a cikkben szereplő információk forrásmegjelöléseként.
- Ez a szócikk részben vagy egészben  a   Peter Vermes című német Wikipédia-szócikk ezen változatának fordításán alapul.  Az eredeti cikk szerkesztőit annak laptörténete sorolja fel. Ez a jelzés csupán a megfogalmazás eredetét és a szerzői jogokat jelzi, nem szolgál a cikkben szereplő információk forrásmegjelöléseként.